# Uredba o drvu
| Uredba Europskog parlamenta i Vijeća kojom se definiraju obaveze poduzetnika koji plasiraju drvnu sirovinu i proizvode od drva na tržište Sastavili Europski parlament i Vijeće Europske unije Napisano pod Člankom 192 (1) Glasilo izdanje L 295, 12.11.2010., str. 23–34 |
| Povijesni pregled |
| Nastanak : 20. listopada 2010. Datum primjene : 3. ožujka 2013. |
| Pripremni tekstovi |
| Mišljenje Gospodarskog i socijalnog odbora : OJ C 2009/318 P 88 Stav Europskog parlamenta : OJ C 2009/184E P 145 Stav Europskog parlamenta : od 7. srpnja 2010. Prijedlog Komisije : Com 2008/0644 završna verzija Postupak suodlučivanja Stav Vijeća; OJ C 2010/114E P 17 |
| Ostalo zakonodavstvo |
| Dopune: 52008PC0644 |

Uredba Europske unije o drvu (EUTR – Uredba (EU) br. 995/2010) je uredba Europske unije na snazi od 20. listopada 2010. kojom se sprečava trgovina nezakonito posječenom drvnom sirovinom i proizvodima od drva unutar EU. Uredbom se zabranjuje plasiranje nezakonito posječene drvene sirovine i proizvoda od drva na EU tržište te određuju obaveze poduzetnika. Primjena Uredbe u svim zemljama članicama EU započinje 3. ožujka 2013. godine. 

## Kontekst
Nezakonita sječa – sječa šuma koja se ne obavlja sukladno zakonima i uredbama zemlje u kojoj se obavlja – ima značajan gospodarski, ekološki i društveni utjecaj na neke od preostalih vrlo vrijednih šuma i zajednice koje o njima ovise. Njene su posljedice gubitak prihoda i omalovažavanje napora koje ulažu legalni poduzetnici, a povezana je i s krčenjem šuma, gubitkom biološke raznolikosti i ispuštanjem stakleničkih plinova te uzrokuje sukobe za prevlast nad zemljištem i resursima, kao i slabljenje lokalnih zajednica.
EU predstavlja važno izvozno tržište za zemlje u kojima su razina nezakonitosti i lošeg upravljanja šumama vrlo zabrinjavajuće. Ako se dopusti plasman drvne sirovine i proizvoda od drva koji potječu s nezakonito posječenih površina na EU tržište, države Europske unije na takav način u osnovi potiču nezakonitu sječu.
S ciljem rješavanja ovog problema, 2003. godine Europska unija razvila je http://www.euflegt.efi.int/portal/ FLEGT (Provođenje zakona o šumama, upravljanju i trgovini) akcijski plan  Arhivirana inačica izvorne stranice od 6. svibnja 2013. (Wayback Machine) kojim se osigurava niz mjera za izuzimanje nezakonite drvne sirovine s tržišta s ciljem bolje opskrbe zakonito posječenom drvnom sirovinom i poticanja potražnje proizvoda od drva provjerenog podrijetla. Uredba EUTR i dragovoljni partnerski ugovori  Arhivirana inačica izvorne stranice od 10. travnja 2013. (Wayback Machine) (sporazumi o trgovini sa zemljama izvoznicima drvne sirovine koji pomažu u sprečavanju plasmana nezakonite drvne sirovine na europsko tržište) predstavljaju dva ključna čimbenika Akcijskog plana.

## Pregled
S ciljem kontroliranja nezakonite sječe u svijetu, EUTR zabranjuje plasiranje nezakonito posječene drvne sirovine i proizvoda koji su od nje napravljeni na EU tržište. Prema ovoj Uredbi postoje dvije skupine koje posluju s drvnom sirovinom i proizvodima od drva – poduzetnici i trgovci. Svaka skupina ima svoje različite obaveze. 
Poduzetnici – opisani u Uredbi kao skupina koja prvi put plasira drvnu sirovinu i proizvode od drva na EU tržište – imaju obavezu provoditi „dubinsko snimanje“. Sukladno tome, trgovci – opisani u EUTR-u kao skupina koja kupuje ili prodaje drvnu sirovinu i proizvode od drva koji su već plasirani na EU tržište – imaju obavezu čuvanja informacija o svojim dobavljačima i kupcima kako bi se lakše pratio put drvne sirovine.

### Dubinsko snimanje
Poduzetnici imaju obavezu provoditi „dubinsko snimanje“ prilikom plasiranja drvne sirovine ili proizvoda od drva na EU tržište kako bi se smanjio rizik poslovanja s nezakonito posječenom drvnom sirovinom ili proizvodima koji su napravljeni od takve drvne sirovine. 
Drugim riječima, oni su obavezni implementirati sustav upravljanja rizikom koji se temelji na trima čimbenicima:
- Podaci: Poduzetnik mora imati pristup podacima o drvnoj sirovini i proizvodima o drva, zemlji sječe (te, kada je taj podatak dostupan, naziv nacionalne podregije i koncesije), vrstama, količini, detaljima dobavljača i potvrdi o usklađenosti s nacionalnim zakonodavstvom.
- Procjena rizika: Poduzetnik mora procijeniti rizik postojanja nezakonite drvne mase u njegovom lancu opskrbe na temelju prethodno navedenih podataka vodeći pritom računa i o kriterijima koji su propisani EUTR-om.
- Smanjenje rizika: Kada procjena rizika pokazuje da rizik postojanja nezakonite drvne sirovine u lancu opskrbe nije zanemariv, ovaj je rizik moguće smanjiti primjenom drugih mjera, na primjer zahtijevanjem dodatnih podataka i provjerom dobavljača.
Poduzetnici se mogu opredijeliti za razvoj vlastitog sustava dubinskog snimanja ili upotrijebiti onaj koji je razvilo nadzorno tijelo. 

### Raspon proizvoda
Drvna sirovina i proizvodi od drva koji potječu iz EU ili su uvezeni izvana obuhvaćeni su ovim zakonodavstvom. Obuhvaćeni proizvodi: proizvodi od masivnog drva, parket, iverica, smjese celuloze i papir itd. Reciklirani proizvodi i otisnuti papir kao što su knjige, časopisi i novine nisu obuhvaćeni.
Za drvnu sirovinu i proizvode od drva koji posjeduju važeću FLEGT dozvolu ili CITES dopuštenje smatra se da udovoljavaju zahtjevima EUTR-a. 
Cjelovit popis proizvoda koji su obuhvaćeni zakonom možete pronaći u Dodatku EUTR-a: http://eur-lex.europa.eu/LexUriServ/LexUriServ.do?uri=CELEX:32010R0995:EN:NOT 
Pojedinci koji kupuju ili prodaju drvnu sirovinu za osobnu upotrebu nisu podložni EUTR-u. 

### Primjena
Uredba Europske unije o drvu obvezujuća je u svim zemljama članicama Europske unije. Zakonodavac u svakoj državi određuje učinkovite, razmjerne i upozoravajuće kazne kako bi se osigurala usklađenost s Uredbom. Nadležno tijelo koje postoji u svakoj zemlji nadzire primjenu Uredbe. Ovdje pronađite nadležno tijelo u Vašoj zemlji: http://ec.europa.eu/environment/forests/pdf/list_competent_authorities.pdf

## Sekundarno zakonodavstvo
Dana 23. veljače 2012. Europska komisija usvojila je Delegiranu Uredbu Komisije (EU) br. 363/2012 kako bi se ozakonila pravila za priznavanje i dobivanje priznanica od nadzornih tijela. 
Osim toga, 6. srpnja 2012. Europska komisija usvojila je Provedbenu Uredbu Komisije (EU) br. 607/2012 s ciljem da se Uredba ujednačeno primjenjuje u cijeloj Europskoj uniji. U njoj su navedene pojedinosti procjene rizika i mjere smanjivanja rizika koje su sastavni dio „sustava dubinskog snimanja“ te učestalost i vrsta provjera koje će nadležna tijela država članica provoditi nad nadzornim tijelima. 